# Linhartovy (zámek)
Linhartovy jsou zámek ve stejnojmenné vesnici, která je dnes částí města Město Albrechtice, v Moravskoslezském kraji, necelých deset kilometrů od Krnova při pravém břehu řeky Opavice. Řeka zde tvoří státní hranici mezi Českem a Polskem. Zámek je od ní vzdálen asi padesát metrů. Je to poměrně rozsáhlá stavba, tvořená čtyřmi křídly, s jednou válcovitou věží. Kolem zámku se rozprostírá park, který však nebyl ve druhé polovině 20. století dostatečně udržován, přestože se zde nacházely vzácné dřeviny. Stáří nejstaršího dubu se odhaduje na 850 let. Zámek je dostupný ze Silnice I/57, vedoucí z Krnova do Města Albrechtic. Vesnicí také prochází železniční trať Krnov – Jindřichov ve Slezsku. Zámek je chráněn jako kulturní památka.

## Historie
Zámek vznikl na místě původní vodní tvrze. Panství Linhartovy bylo majetkem Opavského knížectví a je zmíněno v listině z roku 1377, kdy došlo k rozdělení knížectví. Panství bylo propůjčeno v léno Mikuláši z Vidbachu. Samotná tvrz je zmíněna v kupní smlouvě z roku 1410, kdy byla prodaná s panstvím Linhartovy Fulštejnům z Vladětína. Jejich náhrobek je k vidění v místním kostele Povýšení svatého Kříže. V roce 1470 byla tvrz dobyta vojsky uherského krále Matyáše Korvína. Rod Fulštejnů vlastnil panství do roku 1566. V roce 1578 zdědila panství Linhartovy Kateřina Kravařská ze Šlovic, provdaná za Václava Haugvice z Biskupic. Po roce 1580 zahájil Václav Haugvic z Biskupic se synem Karlem přestavbu pozdně gotické tvrze na zámecké sídlo v renesančním slohu včetně nárožní věže. V renesančním slohu se do současnosti dochovaly také klenby v zámeckých sklepích. Sgrafita na fasádě již zakryla barokní přestavba.

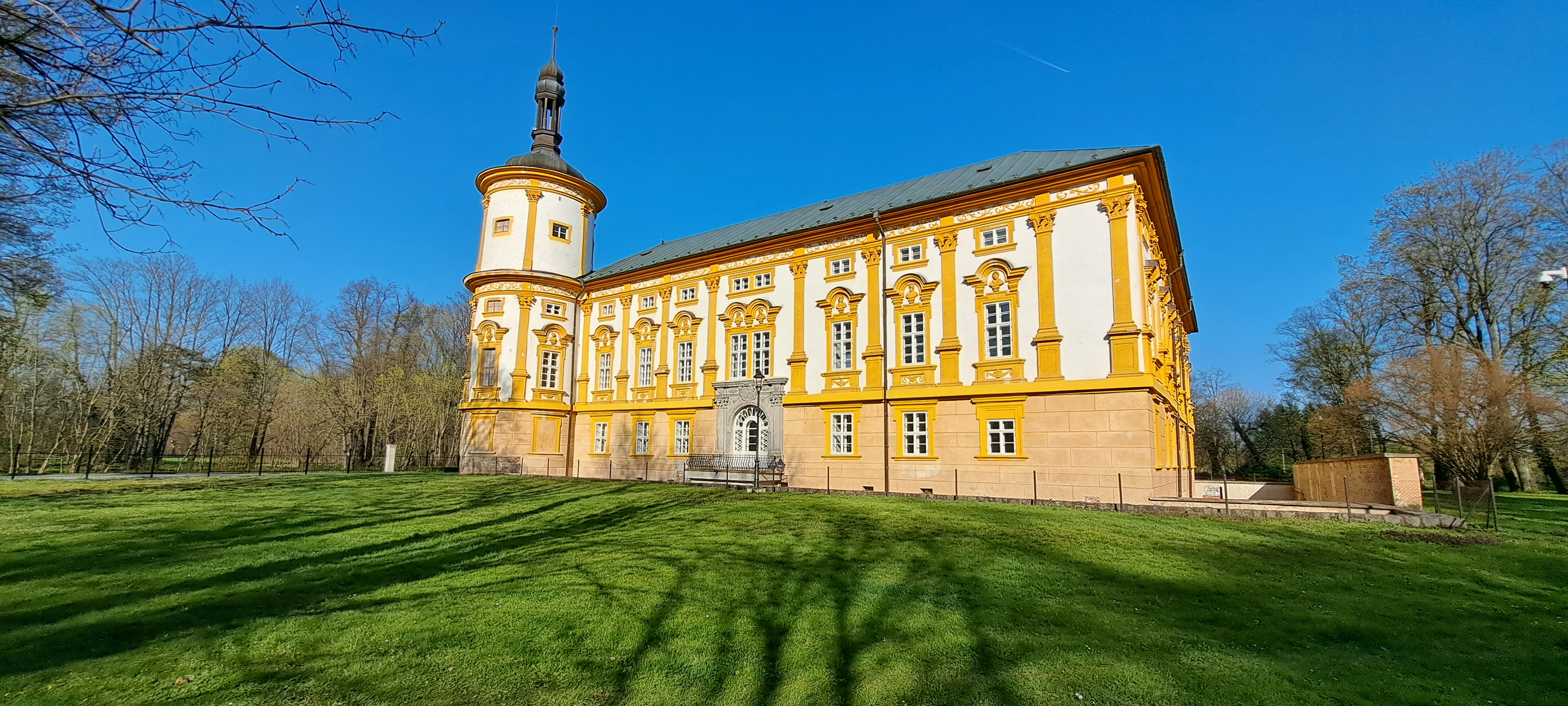
Západní křídlo zámku

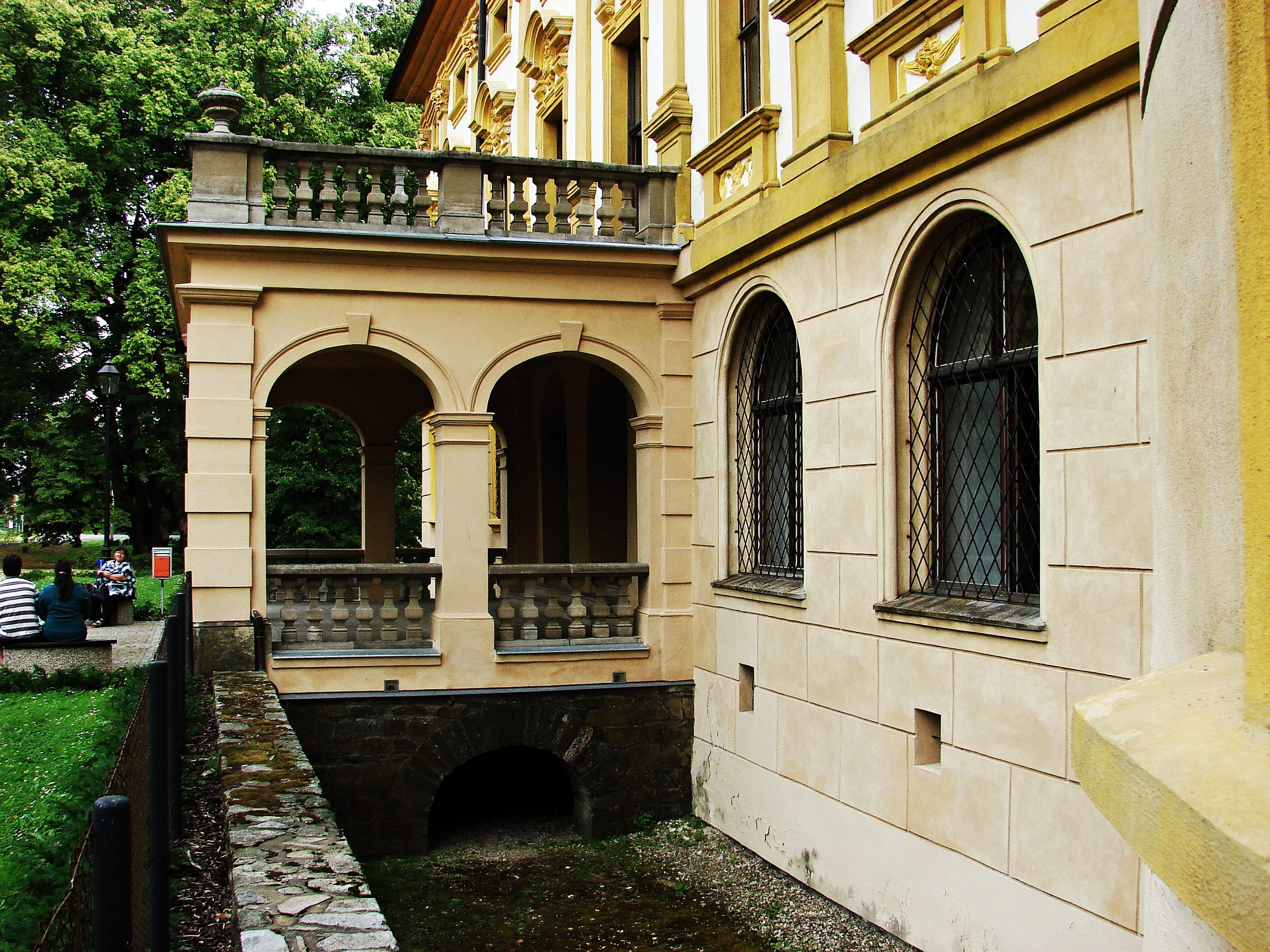
Vstupní hala

V roce 1658 zpustošené panství odkoupil Maxmilián Sedlnický z Choltic od Aloise Ladislava Haugvice z Biskupic, který se po třicetileté válce zadlužil. V letech 1695 až 1702 nechal hrabě Karel Sedlnický z Choltic přestavět zámek do raně barokním podoby. Přestavbu zámku provedli stavitelé Sebastian Hohenadel a Andreas Gans z Krnova.  Došlo k zvýšení piana nobile a původní třetí patro se změnilo v polopatro. Nové stavební prvky a plastická výzdoba fasády připomínají způsobem provedení díla vídeňských architektů, především pak Johanna Fischera z Erlachu. Přestavba pokračovala poté v roce 1730 a v následném období nechal provést hrabě Josef Sedlnický z Choltic úpravu interiérů, byly zbudovány hudební sály. V 80. letech 18. století byly upraveny portály, kde přibyly alianční znaky šlechtických rodů Haugviců a Sedlnických.  Úpravou prošla i zámecká kaple svatého Hyacinta.
Roku 1855 získali linhartovský zámek sňatkem Oppersdorfové. Byla nově provedena výmalba reprezentačního sálu. Byl vyzdoben erby předků a texty, které se však již nedochovaly. V roce 1892 koupila zámek bohatá rodina Wenzelidesů z Krnova. Tato rodina vlastnila zámek do roku 1930, kdy jej prodali rodině Wülersdorf-Urbairů.

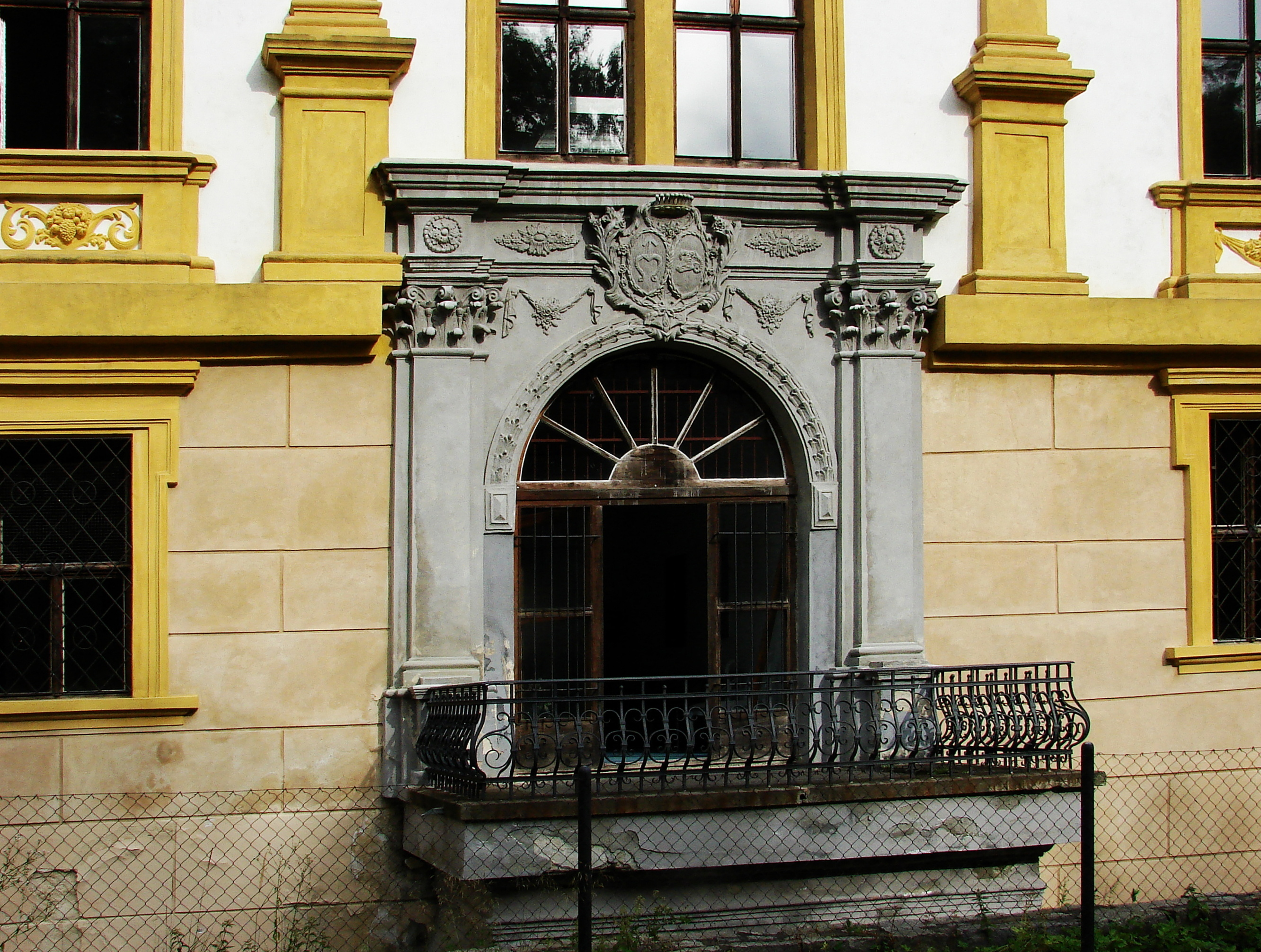
Balkon na západní straně

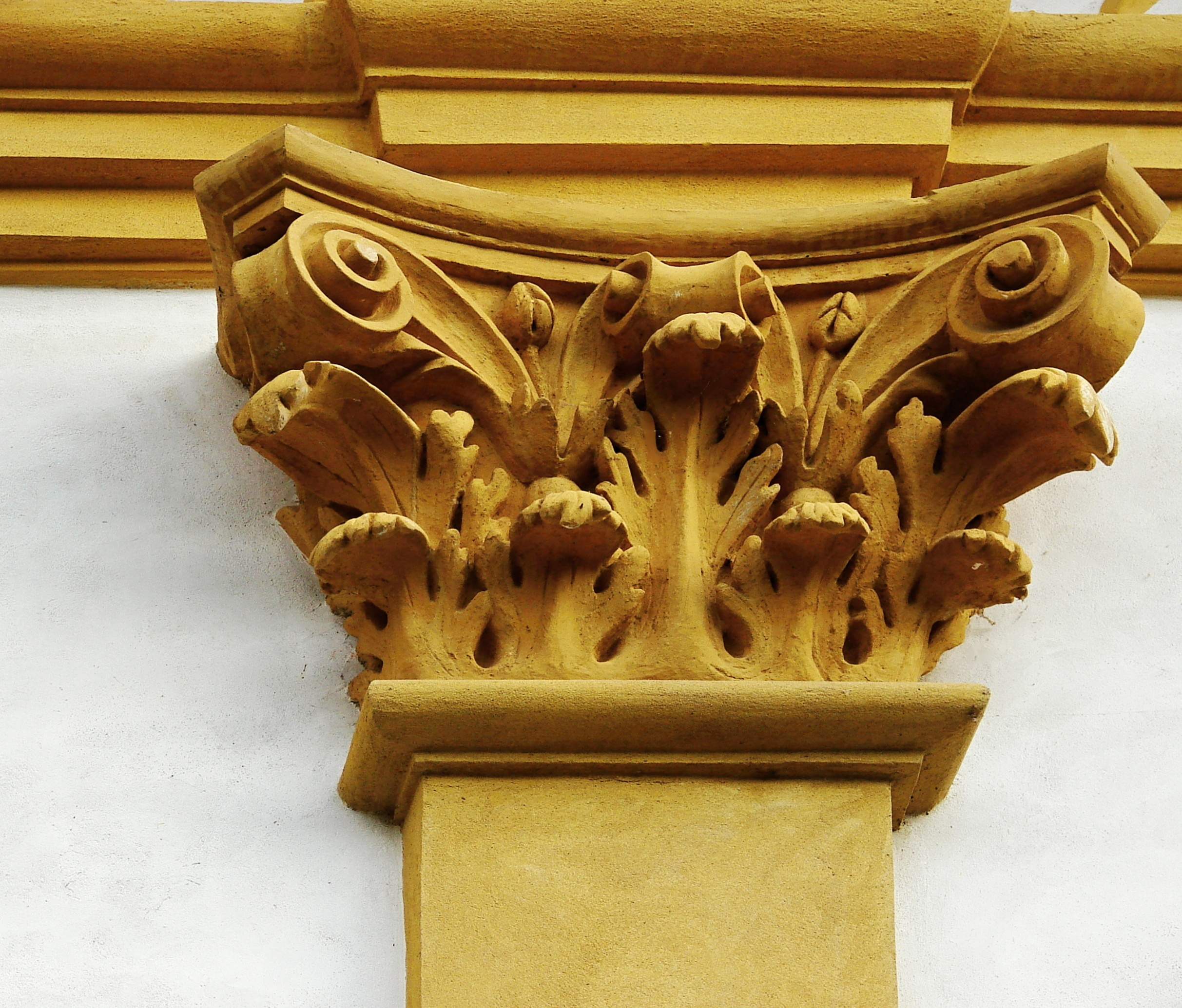
Korintská hlavice pilastru fasády

Válečná léta se na zámku nechvalně podepsala. V roce 1943 sem byla umístěna německá vojenská nemocnice a téhož roku zámek postihl požár, který zcela zničil střechu. Ta byla jen provizorně zakryta lepenkou. Od té doby již zámek chátral. Po válce přešel do vlastnictví státu, ten však o něj nejevil zájem s výjimkou roku 1973, kdy byly provedeny nejnutnější opravy a do zámku byl umístěn sklad Ministerstva zdravotnictví.
Po roce 1989 byla provedena oprava fasád na nádvoří a na východním křídle. Další větší rekonstrukce byla provedena v roce 2003 a současně zde byl proveden stavebně-historický průzkum. Velkou zásluhu na posledních rekonstrukcích měl tehdejší správce zámku Heřman Menzel.

## Stavební podoba
Zámecká budova je čtyřkřídlá, jednopatrová s polopatrem. Půdorys je čtvercový. Věž stojí v severozápadním rohu a budovu převyšuje o jedno patro. Hlavní, východní fasáda je devítiosá, v přízemní části je fasáda rozdělena vrypy naznačujícími velké kvádry. Okna jsou rámována šambránami, na římsu prvního patra nasedají pilastry do výše prvního patra a polopatra. Pilastry jsou zakončeny korintskými hlavicemi. Ve středu nadokenní římsy jsou posazeny reliéfy, ženské a mužské busty. V hlavní ose je přízemní portál. Severní fasáda je osmiosá, uprostřed je přízemní hala s balkonem, na kterém je vytvořeno kuželkové zábradlí. Patro věže, které převyšuje budovu zámku, je také děleno pilastry. V horní části věže jsou slepá okénka, věž je kryta mědí a zakončena je makovicí. Také jižní a západní fasáda má shodné členění jako předchozí, přičemž jižní je bez portálu. Západní fasáda je sedmiosá, se zdobeným portálem. Ve středu dekoru jsou erby šlechtických rodů Sedlnických a Haugviců.

## Park

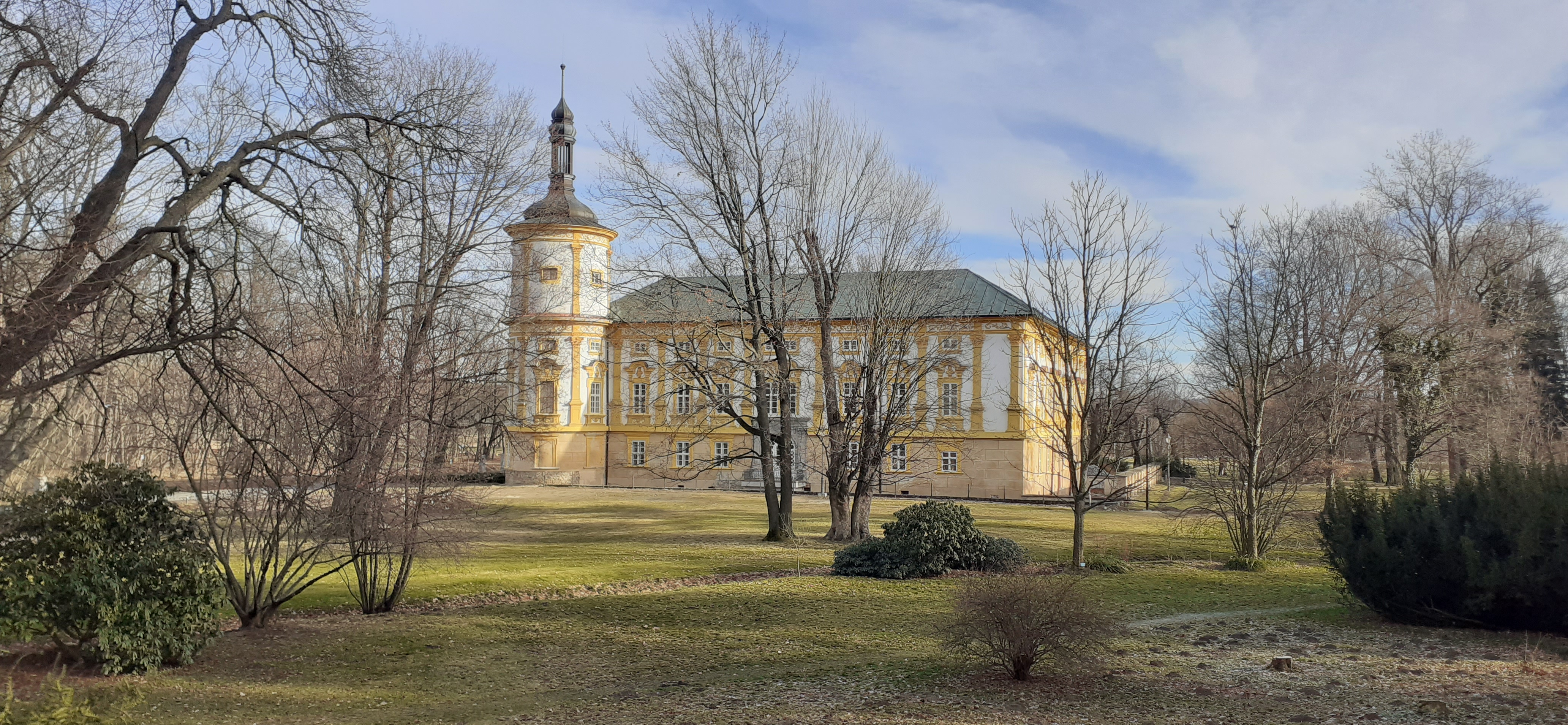
pohled na zámek z parku

Zámecký park založili Haugvicové z Biskupic v první polovině 17. století. Je zřejmé, že patří k nejstarším nejen v kraji, ale v celém Slezsku. Park byl vytvořen ve francouzském slohu. Další majitelé, Sedlničtí z Choltic, obohatili park o vzácné exotické dřeviny a nechali zbudovat zimní zahradu. Ta stála již za řekou na území dnešního Polska. Při břehu Opavice byly postaveny altány, které sloužily k odpočinku šlechty. Další úpravy parku provedli Oppersdorfové, dosavadní ráz parku však zůstal zachován. Přibyla zde pergola, obrostlá divokým vínem (Parthenocissus guingefolia). V roce 1742 připadlo území za řekou Opavicí Prusku. Po II. světové válce z důvodu nezájmu státu byla zahrada značně zpustošena. Nejen záhony růží, ale i vzrostlé keře a zídka u parku byly nenávratně zničeny. Mnohé zdemolovala i vichřice v roce 1947.

## Expozice

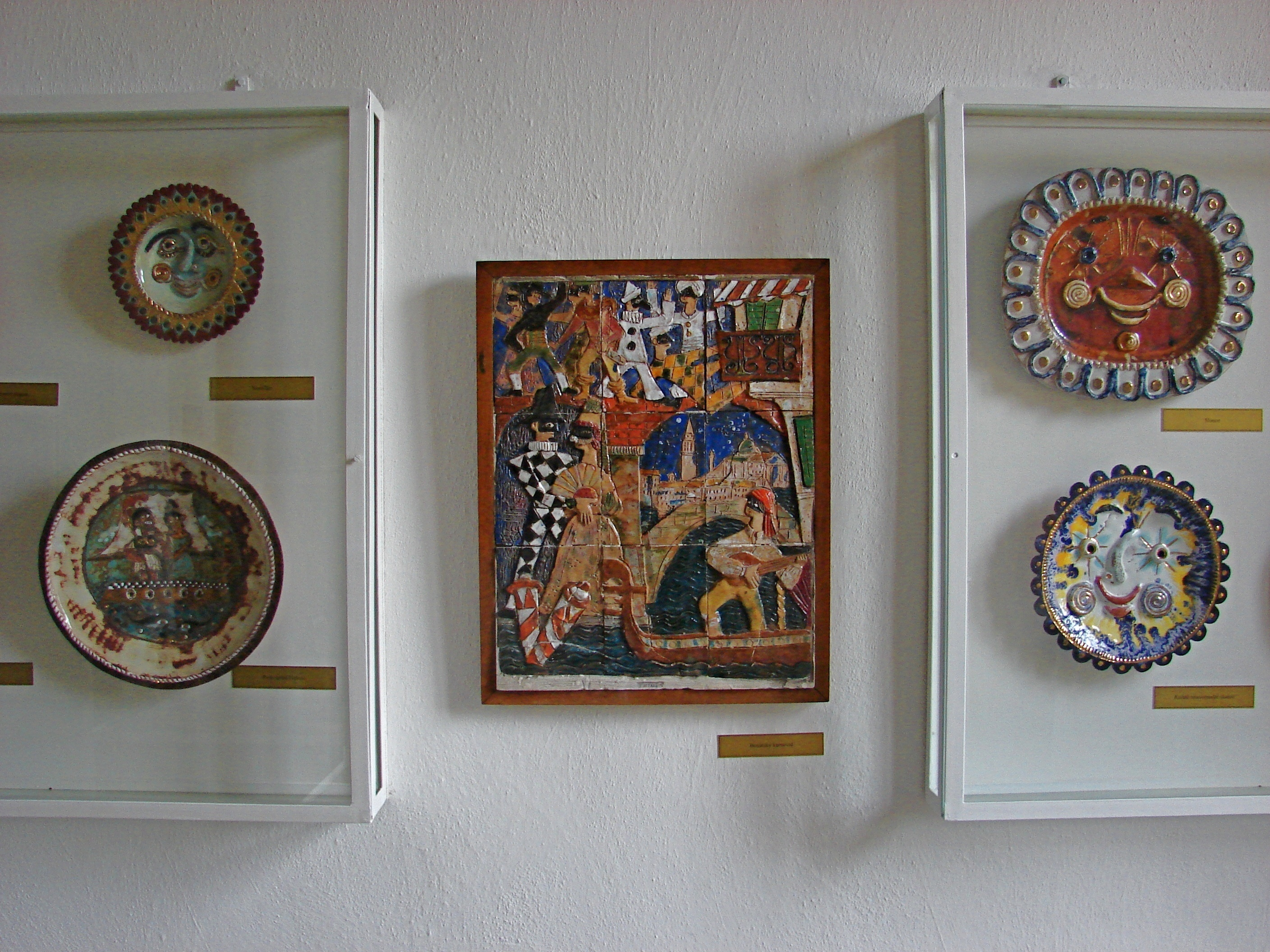
Keramika v expozici

V současné době zámek nabízí několik stálých expozic:
- expozici keramiky Jana Kutálka
- zámeckou obrazárnu
- expozici šicích a pletacích strojů od roku 1900

Mimo stálé expozice jsou v zámku pořádány různé akce, hlavně pro rodiny s dětmi, a výstavy uměleckých děl nebo řemesel.
V roce 2011 se Africká expozice stala terčem nájezdu zlodějů, kteří ukradli nosorožčí roh, i když šlo pouze o atrapu. Na pozadí této události je zájem čínské tradiční medicíny o tyto sbírkové předměty.
| Rok  | Počet návštěvníků |
| ---- | ----------------- |
| 2015 | 10 701            |
| 2016 | 11 450            |
| 2017 | 12 055            |